# Gustaw Olizar
Gustaw Olizar herbu Radwan Sowity (ur. 3 maja 1798 w Korosteszowie w obwodzie żytomierskim, zm. 2 stycznia 1865 w Dreźnie) – polski ziemianin, marszałek guberni kijowskiej, publicysta, poeta, pamiętnikarz, wolnomularz. 

## Życiorys
Syn Filipa Nereusa Olizara i Ludwiki Szczytt-Niemirowicz (Niemirowicz-Szczytt) h. Jastrzębiec, córki Krzysztofa, starosty witagolskiego, i Józefy hr. Butlerówny, wnuczki Józefa hr. Butlera. Brat Narcyza Olizara.
Ukończył Liceum Krzemienieckie. Po zawodzie miłosnym zakupił posiadłość na Krymie u stóp Ajudaha. Tutaj odwiedził go Adam Mickiewicz podczas swojego pobytu na Krymie. Posiadłość Olizara została skonfiskowana przez Rosjan po ujawnieniu działalności spiskowej Olizara i jego kontaktów z dekabrystami, a on sam był kilkakrotnie więziony. Olizar utrzymywał także kontakty z Aleksandrem Puszkinem.
W rodzinnym Korosteszowie wzniósł zabudowania kuracyjne.
Był członkiem honorowym loży wolnomularskiej Doskonała Tajemnica i członkiem loży Cnota Uwieńczona w 1821. 
Z całej jego twórczości pisarskiej uznaje się za najcenniejsze Pamiętniki, pisane do 1823.

## Twórczość literacka
- 1818: Niesnaski Parnasu
- Jaksjada
- Pomieszanie Jarosza Bejły
- 1892: Pamiętniki